# まるぴ
まるぴ（1999年11月5日 - ）は、日本のタレント、女優。群馬県出身。ゼロイチファミリア所属。

## 略歴
大学2年のころからサロンモデルとして活躍した後、2021年11月にゼロイチファミリアに所属し、芸能界デビュー。2022年春に大学を卒業した後は一般企業に就職し、OLと芸能活動の二刀流で活動していたが、悩んだ末に会社を退職して芸能活動に専念する。
後述のようにバスケットボールファンであり、2022年10月には念願が叶ってバスケットボール応援番組のレギュラーとなった。

## 人物
- 趣味はバスケットボール観戦、美味しいご飯屋さん巡り。特技はオーバーリアクション[2]。好きな食べ物として、パクチーとワインを挙げている[1]。
- かき氷が好きで、多い時には月40杯をオーバーする[8]。
- 中高当時は部活で、大学ではサークルでバスケットボールをやっていた[3]。しかし、前者で練習試合中に膝前十字靱帯を損傷して思うように続けられなくなったうえ、後者では趣味で続けようとしたものの諸事情で運動がまったくできなくなってしまった[3]。それによる自暴自棄になっていたところ、サロンモデルをやらないかと声をかけてもらえたことにより、気持ちが前向きになっていったという[3]。
- Bリーグが好きで時間があれば常に試合を観ている、応援しているチームは群馬クレインサンダーズ[3]。
- 挨拶として「やほみちゃん」（やっほーみんな+ちゃん）を使用する。それに対して返信するときは「やほぴちゃん（やっほーまるぴ＋ちゃん！）」[9]。
- 『ナンバーワン戦隊ゴジュウジャー』のオーディション中に父親を亡くし、芸能活動を続けるか悩んだが、「これでダメなら最後にしよう」と覚悟を決めて挑んだ。幼少期には父とスーパー戦隊シリーズを一緒に見ていた思い出があり、出演決定後は「天国の父に喜んでもらえるように頑張りたい」と語っている[10]。

## 出演

### テレビ番組
- ゼロイチファミリアは褒められたい（MBS）
- 夜中3時のイケメンサマー（テレビ東京・BSテレ東）
- アノ会社行ってみたらスゴかった〜企業の裏側徹底リサーチ〜（テレビ東京）
- 熱血バスケ（NHK BS1）[1]
- 真夜中のバスケ☆FIVE〜チョコプラ松尾のW杯応援宣言〜（テレビ朝日）[11][12]
- 熱冬！高校バスケ デイリーハイライト SoftBank ウインターカップ2023（テレビ朝日） - 応援サポーター
- 熱冬！高校バスケ デイリーハイライト～SoftBank ウインターカップ2024～（テレビ朝日） - 大会公式応援団

### テレビドラマ
- スタンドUPスタート 第7話（2023年3月1日、フジテレビ） [2]
- このハンバーガー、ピクルス忘れてる。（2023年8月15日 - 9月5日、TOKYO MX） - 店員 役[13]
- 恋愛革命 第2話（2025年1月19日、朝日放送テレビ）[14]
- ナンバーワン戦隊ゴジュウジャー（2025年2月16日-、テレビ朝日）- ブーケ 役[15]

### Webドラマ
- ヨドンナ THE FINAL（2024年3月3日、東映特撮ファンクラブ） - ダリア 役[16]
- ゴジュウジャー補ジュウ計画 ナンバーワン懺悔室（2025年、東映特撮ファンクラブ） - ブーケ 役

### 映画
- 廻岐（2022年、平岡亜紀監督） - ルナ 役
- 放課後アングラーライフ（2023年4月29日、城定秀夫監督） - 主演・白木須椎羅 役（十味とダブル主演）[17][18]
- ナンバーワン戦隊ゴジュウジャー 復活のテガソード（2025年7月25日、東映） - ブーケ 役[19]

### 舞台
- 『戦隊大失格 ザ・ショー』（2024年9月11日 - 16日、東京ドームシティ シアターGロッソ） - 錫切夢子 役[20]

### CM
- JAPAN AI（2024年）[21][22]

### MV
- きゃない「紫陽花」（2022年）
- the shes gone「春よ、恋」（2023年）

### 配信
- LINE VISONドラマ「インスタント」
- 転生勇者は日替わりスキルで無双する（2023年6月23日、Amazon Prime Video） - ヒロイン・フィリア 役[23]

### イベント
- まるぴヤングキングブル雑誌イベント（2023年7月22日、HYPERMIX 門前仲町１F多目的ホール）[24]
- まるぴファースト写真集「まるごと」発売記念ハイタッチ会（2023年11月4日、HMV&BOOKS SHIBUYA）[25]
- まるごとまるぴの日！【写真集発売記念イベント&生誕祭】（2023年11月4日、K-Stage O! ）[26]

## 書籍

### 写真集
- まるごと（2023年11月1日、講談社、撮影：Takeo Dec.）ISBN 978-4-06-533613-7[27][28]

### デジタル写真集
- はじめまして、まるぴです（2022年2月14日、集英社［週プレ PHOTO BOOK］、撮影：岡本武志）[29]
- NEXT推しガール！1･2･3･4（2022年5月20日、講談社［ヤンマガデジタル写真集］、撮影：鈴木ゴータ）[30][31][32][33]
- NEXT推しガール！1〜4 【140枚完全版】（2022年5月20日、講談社［ヤンマガデジタル写真集］、撮影：鈴木ゴータ）[34]
- やほみちゃん（2022年5月30日、集英社［週プレ PHOTO BOOK］、撮影：カノウリョウマ）[35]
- ヤンマガアザーっす！＜YM2022年19号未公開カット＞（2022年7月29日、講談社［ヤンマガデジタル写真集］、撮影：鈴木ゴータ）[36]
- ヤンマガアザーっす！＜YM2022年40号未公開カット＞（2022年11月4日、講談社［ヤンマガデジタル写真集］、撮影：Takeo Dec.）[37]
- START DASH（2023年1月16日、集英社［週プレ PHOTO BOOK］、撮影：岡本武志）[38]
- ヤンマガアザーっす！＜YM2023年6号未公開カット＞（2023年4月7日、講談社［ヤンマガデジタル写真集］、撮影：岡本武志）[39]
- まるぴ観察日記（2023年9月4日、少年画報社［デジタルブルグラ］、撮影：LUCKMAN）[40]
- ヤンマガアザーっす！＜YM2023年32号未公開カット＞（2023年9月8日、講談社［ヤンマガデジタル写真集］、撮影：LUCKMAN）[41]
- だから好きになるんだ。（2024年5月27日、集英社［週プレ PHOTO BOOK］、撮影：LUCKMAN）[42]
- ふたりだけの世界で（2024年6月4日、光文社［FLASHデジタル写真集］、撮影：横山マサト）[43]
- この可愛さ、沼る。（2024年7月16日、双葉社［漫画アクションデジタル写真集］、撮影：LUCKMAN）[44]
- ヤンマガアザーっす！＜YM2024年29号未公開カット＞（2024年8月16日、講談社［ヤンマガデジタル写真集］、撮影：LUCKMAN）[45]
- ヤンマガアザーっす！＜YM2024年49号未公開カット＞（2025年1月24日、講談社［ヤンマガデジタル写真集］、撮影：Takeo Dec.）[46]
- 等身大〜prologue〜（2025年2月17日、集英社［週プレ PHOTO BOOK］、撮影：大辻隆広）[47]